# Aparat skrzynkowy AB
Aparat skrzynkowy AB – przyrząd służący do badania kąta tarcia wewnętrznego, kohezji oraz do wyznaczania wytrzymałości gruntu na ścinanie. Do badania wykorzystuje się próbki gruntu o nienaruszonej strukturze (NNS). Przyrząd składa się z dwóch skrzynek o tych samych wymiarach, połączonych ze sobą jednym bokiem, tworząc skrzynkę o wymiarach 6 cm × 6 cm × 2 cm. Jedna ze skrzynek jest przytwierdzona na stałe do przyrządu, natomiast druga, ruchoma, służy do ścinania gruntu.